# Stephen Dedalus
Stephen Dedalus és un personatge de ficció creat per l'autor irlandès James Joyce i que apareix en diferents obres de l'escriptor.
Protagonista i antiheroi de dues de les primeres obres de Joyce (Stephen Hero i Retrat de l'artista adolescent), se sol considerar un àlter ego del mateix autor. D'altra part, té un paper rellevant també a Ulisses, on li correspon el rol del Telèmac de L'Odissea, sota la figura paternal de Leopold Bloom.
A Stephen Hero, el cognom s'escriu "Daedalus", referència directa al mite grec. Després de la significativa revisió de Stephen Hero per convertir-lo en el compacte Retrat de l'artista adolescent, Joyce va optar per la grafia "Dedalus".
Com a personatge, Stephen sembla recollir diverses facetes de la vida i la personalitat de Joyce. El nom Stephen prové de Sant Esteve, el primer màrtir cristià i el cognom (curiosa juxtaposició) de l'arquitecte del mite grec (Dèdal) que va construir el laberint de Creta (on confinarien el Minotaure) i les ales que ell mateix i Ícar van emprar per fugir-ne. Alguns crítics sostenen que el cognom Dedalus reflecteix el laberíntic itinerari vital del Retrat de l'artista adolescent. Tanmateix, una altra interpretació és que el nom vol suggerir el desig d'escapar volant de les limitacions de la religió, la nacionalitat i la política, que estarien ofegant Joyce.